# Pointre
Pointre é uma comuna francesa na região administrativa de Borgonha-Franco-Condado, no departamento de Jura. Estende-se por uma área de 6,54 km². Em 2010 a comuna tinha 127 habitantes (densidade: 19,4 hab./km²).